# Sint-Joriskerk (Britswerd)
De Sint-Joriskerk is een kerkgebouw in Britswerd in de Nederlandse provincie Friesland. De kerk is een rijksmonument en is eigendom van Stichting Alde Fryske Tsjerken.

## Geschiedenis

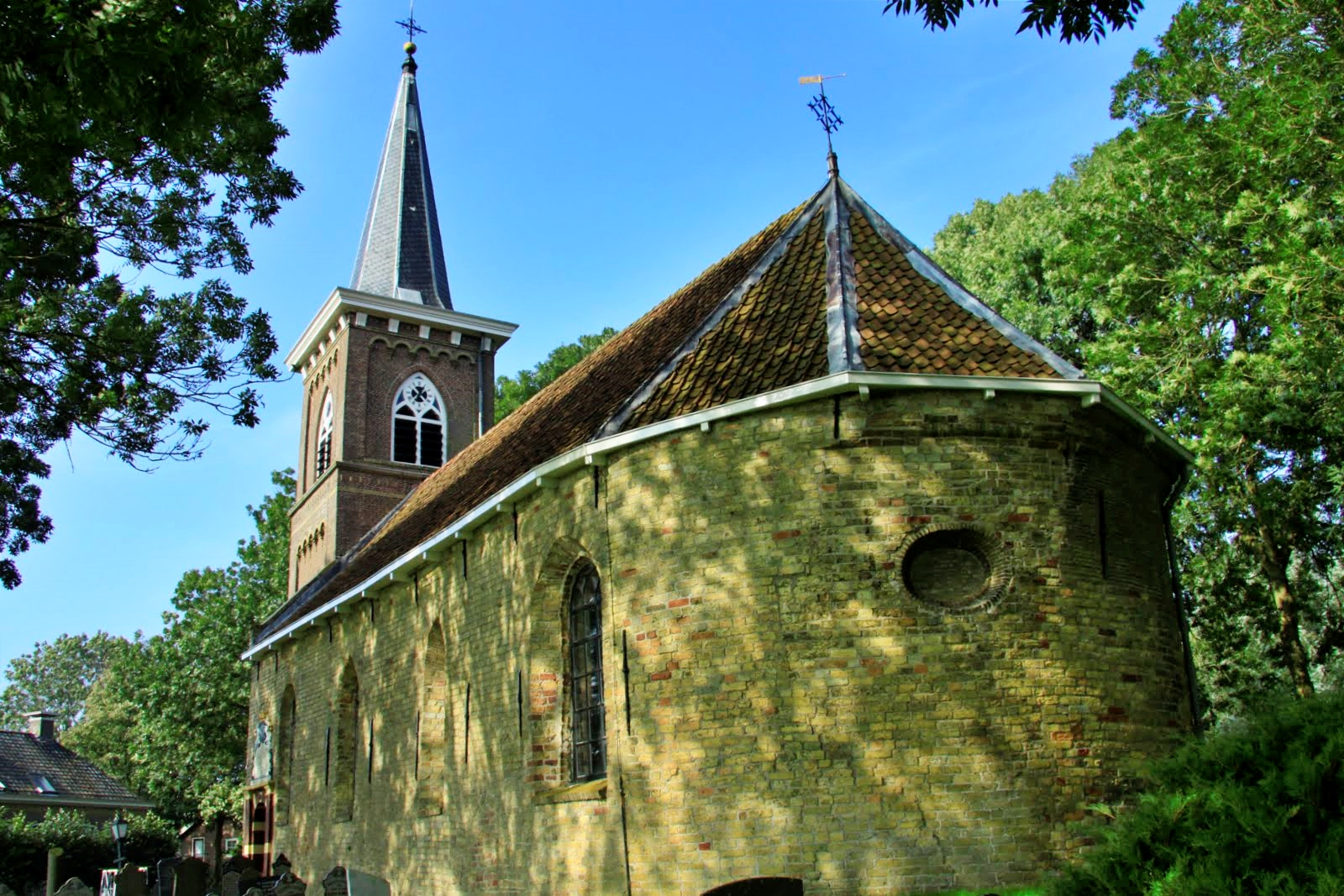
Achterzijde kerk (2010)

De eenbeukige kerk was oorspronkelijk gewijd aan St. Nicolaas maar is nu vernoemd naar Joris. De zadeldaktoren werd in 1883 vervangen door een toren met spits. Het interieur wordt gedekt door een houten tongewelf uit de 15e eeuw. Het orgel uit 1868 is gemaakt door L. van Dam en Zonen. In de kerk liggen diverse grafzerken, zoals voor de auteur van de Schotanusatlas Christianus Schotanus (overleden 1671) en predikant Bernardus Schotanus (overleden 1633).

## Ingangspartij

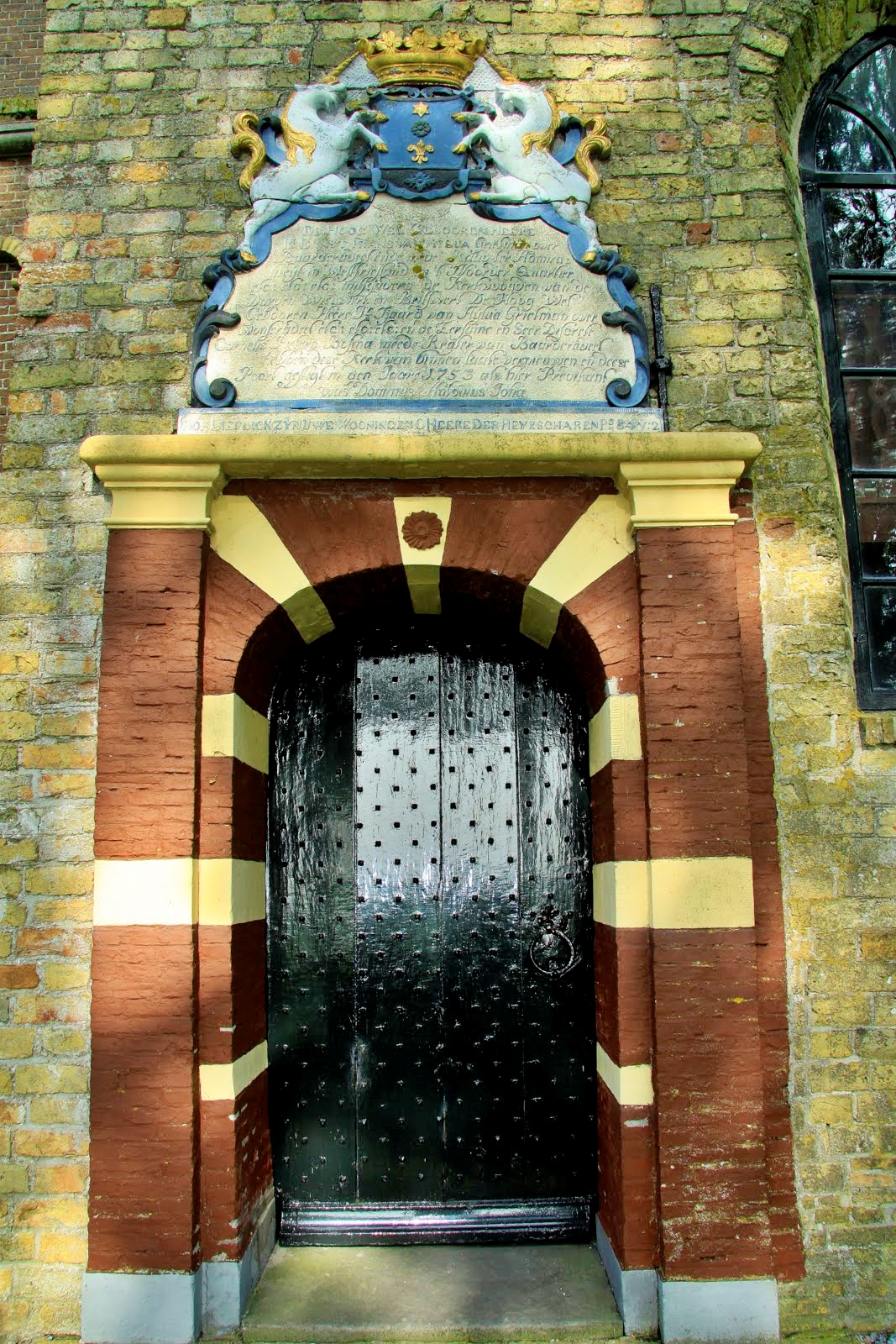
Ingangspartij (2010)

De ingang wordt bekroond met een gebeeldhouwde gevelsteen (1753) met wapen, gehouden door steigerende eenhoorns, ter ere van twee grietmannen van de familie Van Aylva.
DE HOOG WELGEBOREN HEERE
Jr ERNST FRANS VAN AYLUA, Grietman over
Baarderadeel ende mede Raad ter Admira-
liteit in Westfriesland en 't Noorder Quartier
etc; etc; etc; mitsgaders de Kerkvoogden van de
dorpen Wieuwert en Britswert. De Hoog Wel
Gebooren Heere Jr Tjaard van Aylua Grietman over
Wonseradeel etc; etc; etc; en de Eersame en seer
Discrete Cornelis Pieters Bosma meede Regter van
Baarderadeel hebben deze Kerk van binnen laate
vernieuwen en deese Poort gestigt in den Jaare
1753 als hier Predikant was Dominus Antonius Joha.
HOE LIEFLICK ZYN UWE WOONINGEN O HEERE DER HEYRSCHAREN Ps 84v:2

## Interieur

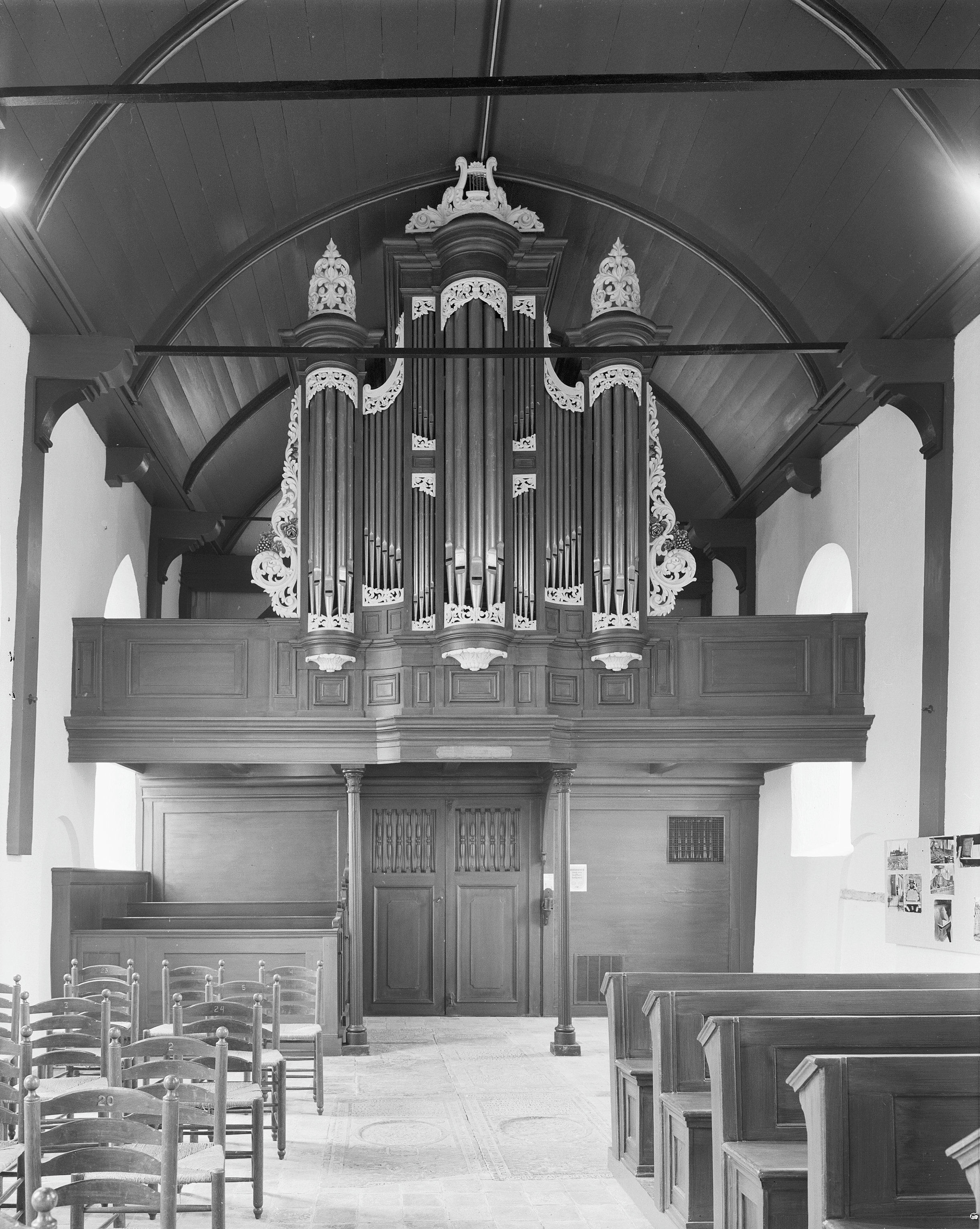
Interieur met orgel (1976)
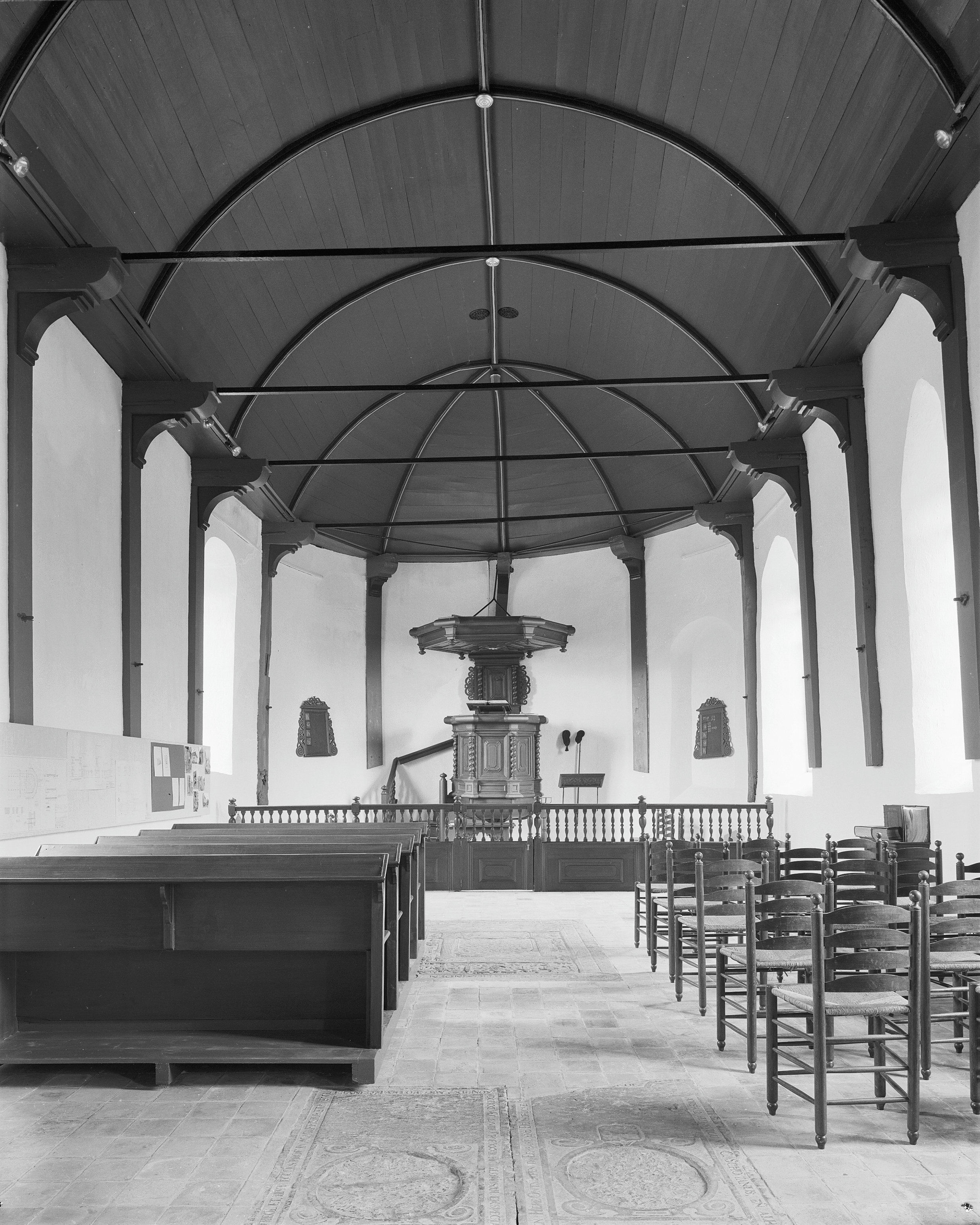
Interieur met preekstoel